# Arthroderma benhamiae
Arthroderma benhamiae är en svampart som beskrevs av Ajello & S.L. Cheng 1967. Arthroderma benhamiae ingår i släktet Arthroderma och familjen Arthrodermataceae.   Inga underarter finns listade i Catalogue of Life.